# Pierre-Levée
 Pierre-Levée  es una población y comuna francesa, en la región de Isla de Francia, departamento de Sena y Marne, en el distrito de Meaux y cantón de La Ferté-sous-Jouarre.

## Demografía
| 265 | 242 | 207 | 275 | 322 | 354 |
| Para los censos de 1962 a 1999 la población legal corresponde a la población sin duplicidades (Fuente: INSEE [Consultar]) |     |     |     |     |     |